# L’Echo de La Presse
L’Echo de La Presse — бельгийское франкоязычное издание, публикующее обзоры публикаций в бельгийской прессе, новости экономики, политики, культуры, искусства, спорта. 
Ведет свою историю с 1916 года, на сегодня публикует свои материалы в режиме онлайн. Издание специализируется на экономических обзорах, новостях финансов. Редакция сотрудничает с Европейским центральным банком, Европарламентом и другими европейскими институциями, публикуя официальные, статьи, посвященные финансово-экономической политике Евросоюза. Так, издание одним из первых сообщило о замене Центробанком 5-евровой купюры, проведенной впервые со времени введения евро в 2002 году. Издание входит в число наиболее популярных бельгийских изданий экономической направленности. Имеет ежедневно обновляемый сайт и широкую аудиторию среди франкоязычных жителей Бельгии. Редакция находится в Эттербеке.